# Pitom
(Esodo 1,11)
Pitom (ebraico פתם, greco Ἡρώων πόλις) è un'antica città egiziana situata nella parte orientale del delta del Nilo, presso la zona dei Laghi Amari. Il nome egiziano significa "casa di Atum" (Pi-Atum).
Secondo il biblico Libro dell'Esodo (Es1,11) la città fu costruita dagli Ebrei ridotti in schiavitù, assieme alla città di Ramses, identificata con Pi-Ramses. Più precisamente, mentre la città di Pi-Ramses fu fatta costruire dal faraone Ramses II, la città di Pitom era già stata costruita durante il regno del faraone Horemheb, predecessore di Ramses I (nonno di Ramses II), non ebbe modifiche sotto Ramses I e Seti I (padre di Ramses II) ed ebbe pochi ampliamenti sotto il regno di Ramses II.